# Station Breuillet - Bruyères-le-Châtel
Breuillet - Bruyères-le-Châtel is een station aan lijn C van het RER-netwerk gelegen in de Franse gemeente Breuillet in het departement Essonne.